# Silvia Turani
Silvia Turani (Grumello del Monte, 6 luglio 1995) è una rugbista a 15 italiana, pilone dell'Harlequin Ladies.
È la prima italiana, e al 2025 unica, ad avere ricevuto un invito a giocare per la sezione femminile dei Barbarians.

## Biografia
Proveniente dal Bergamasco e figlia di un industriale delle costruzioni, Silvia Turani giunse relativamente tardi al rugby: lo scoprì, infatti, da studentessa a Cordova, in Spagna, lì giuntavi dall'università di Parma nel quadro degli scambi del progetto Erasmus.
Tornata in Italia nel 2016 si propose al Colorno, il club più vicino alla sua sede universitaria, venendo da quest'ultimo tesserata e schierata subito nel campionato 2016-17; nella stagione successiva debuttò in nazionale maggiore a Biella contro la Francia, subentrando nella ripresa al posto di Melissa Bettoni e a fine stagione si aggiudicò lo scudetto dopo la finale persa l'anno prima, in entrambe le occasioni contro il Valsugana.
A novembre 2019 fu la prima italiana convocata nelle Barbarians, la squadra femminile del noto club britannico a inviti, in occasione di un incontro al Millennium Stadium di Cardiff contro il Galles.
Dovendo completare gli studi in management in Francia, fu alle Grenoble Amazones nella stagione 2020-21 in parallelo alla frequenza universitaria presso la Grenoble École de management, al termine della quale rientrò a Colorno per un'ulteriore stagione; convocata alla Coppa del Mondo 2021 in programma in Nuova Zelanda a ottobre 2022, ha firmato un contratto con il club inglese dell'Exeter a partire dalla stagione 2022-23.
Nel 2025 è stata inclusa nella lista delle convocate alla Coppa del Mondo in Inghilterra.

## Palmarès
- Campionati italiani: 2
Colorno: 2017-18